# Desce pro play (Pa pa pa)
Desce pro play (Pa pa pa) è un singolo del rapper brasiliano MC Zaac, della cantante brasiliana Anitta e del rapper statunitense Tyga, pubblicato il 26 giugno 2020.

## Video musicale
Il video musicale, diretto da Thiago Eva, è stato reso disponibile il 26 giugno 2020 in concomitanza con l'uscita del brano.

## Tracce
Testi e musiche di MC Zaac, Tyga, Arthur Marques, Bibi, Gorky, Maffalda, Pablo Bispo e Zebu.
1. Desce pro play (Pa pa pa) – 2:48

## Formazione
- MC Zaac – voce
- Anitta – voce
- Tyga – voce
- BMT – produzione

## Classifiche

### Classifiche settimanali
| Classifica (2020) | Posizione massima |
| ----------------- | ----------------- |
| Brasile           | 1                 |
| Grecia            | 76                |
| Portogallo        | 7                 |

### Classifiche di fine anno
| Classifica (2020) | Posizione |
| ----------------- | --------- |
| Portogallo        | 70        |
| Classifica (2021) | Posizione |
| Brasile           | 18        |